# Calimedón
Calimedón fue un orador ateniense, que floreció en la segunda mitad del siglo IV a. C. y recibió el sobrenombre de Cárabos por su afición a los cangrejos. 
Desterrado de Atenas como partidario de la causa macedonia después de la muerte de Alejandro, se refugió cerca de Antípatro (323 a. C.). Bajo su amparo, y junto a su colega Piteas, recorrió numerosas ciudades griegas donde, abogando por Antípatro, logró sofocar varias sublevaciones antimacedonias. Muerto Antípatro en 317 a. C., los atenienses recobraron su libertad y, en el proceso que formaron a Foción, incluyeron también a Calimedón, pero pudo eludir la sentencia huyendo de nuevo.